# Zichy-kastély (Zichyújfalu)
A Zichy-kastély (nagykastély) jelentős romantikus műemlék a Fejér vármegyei Zichyújfaluban. Gróf Zichy Nepomuk János építtette az 1890-es években, utolsó ura az építtető fia, az író Zichy Kázmér volt. Az épületet 28 hektáros park övezi.
A kastély a második világháborúig a tekintélyes zichyújfalui uradalom központjaként működött. A háborút követően a falu kultúrháza lett, és ide került az Agárdi Állami Gazdaság Zichyújfalui Kerületének székhelye is. A rendszerváltás után jórészt elhagyatottá vált, állapota leromlott, a falu önállóvá válása (1997–1998) óta pedig polgármesteri hivatalként működik és egyéb funkciókat is ellát, azonban nagy része így is kihasználatlan, sőt használhatatlanul rossz állapotban van.
Az épület állaga jelenleg meglehetősen rossz, a mögötte elterülő, több mint 20 hektáros egykori kastélypark elhanyagolt és szemetes, az egykori uradalom néhány megmaradt, máig lakott cselédháza pedig szintén nagyon rossz állapotban van. Kizárólag a kastélypark egy részét, az épület előtti kis területű ligetet gondozzák többé-kevésbé.

## Leírása
Az eredetileg „U”, mára „L” alaprajzú romantikus stílusú épület főhomlokzata előtt 14 dupla oszlopon nyugvó veranda fut végig, majdnem középen 2 oszlopon nyugvó, csúcsosodó rész lép ki. Hátsó homlokzatának fő éke egy családi címer.
A körülötte található 28 hektáros parkot egy ápolt liget, több száz éves fák és egy nagy területű, elhanyagolt, szemetes parkerdő jellemzi.

## Története

### Előzmények
A Zichy család a török hódoltság idején lett Újfalu de jure birtokosa. A család első, valószínűleg barokk stílusú kúriáját 1784-ben építtette föl itt. Ez volt az úgynevezett kiskastély, ami a nagykastély megépülése után az intéző lakása lett.

### 1945 előtt
A nagykastélyt Zichy Nepomuk János építtette az 1890-es években.
Tervezője a neves építész, Ybl Miklós volt. 28 hektáros park övezte, a hozzá tartozó vadaskert pedig Európa-szerte ismertté vált. Zichy János a vadaskertbe fácánost telepített. Az uradalomban a szállítás keskeny nyomtávú vasúton zajlott.
Zichy János halála után idősebb fia, István igazgatta az uradalmat, aki elsődlegesen nem Újfalura, hanem az attól kb. 3 kilométerre délre található Hippolitpusztára koncentrált. 1921-es halálát követően Kázmér lett a nagybirtok egyedüli tulajdonosa. A második világháború alatt a térségben igen súlyos harcok folytak, melyekből a zichyújfalui uradalom sem maradt ki, a grófi család ezért menekülni kényszerült. A kastély is megsérült, valószínűleg ekkor pusztult el az épület jobb oldali szárnya.

### 1945–1990
Zichy Kázmér és fia, Endre a háború után visszakapta a kastélyt 100-100 hold területtel együtt, de 1949-ben az egész uradalmat államosították. A család ezután elhagyta Zichyújfalut.
Az államosított épületet kívül-belül felújították, bár díszeinek jelentős részétől megfosztották. Az eredetileg magasföldszintes épület északkeleti szárnyát kétszintessé bővítették a padlásszint megemelése nélkül, ezt a mint hatméteres belmagasság tette lehetővé.
Az 1960-as évektől részben művelődési házként üzemelt: az épületben helyi mozi működött színjátszókörrel, itt kapott helyet a falu könyvtára, továbbá volt itt bálterem és klubhelyiség is. A délnyugati szárnyban konyha üzemelt ebédlővel. Mivel az épület az Európa-szerte ismert Agárdi Állami Gazdaság tulajdonában volt, így a Zichyújfalui Kerületi Gazdasági Iroda is itt székelt. Az egyemeletessé fejlesztett északkeleti szárnyban orvosi rendelőt és munkásszállót alakítottak ki. Történetének ebben a szakaszában még folyamatosan végeztek karbantartási munkálatokat az épületen, állapota így nem romlott jelentősen az évek alatt. A vadaskert fennmaradt, fácánrezervátumában magas rangú állami tisztségviselők (pl. Kádár János miniszterelnök és pártfőtitkár, valamint Dobi István, az Elnöki Tanács elnöke) is vadásztak.
Az 1784-ben épült kiskastélyt az 1980-as években a falu takarmánygyárának terjeszkedése miatt elbontották.

### 1990 után

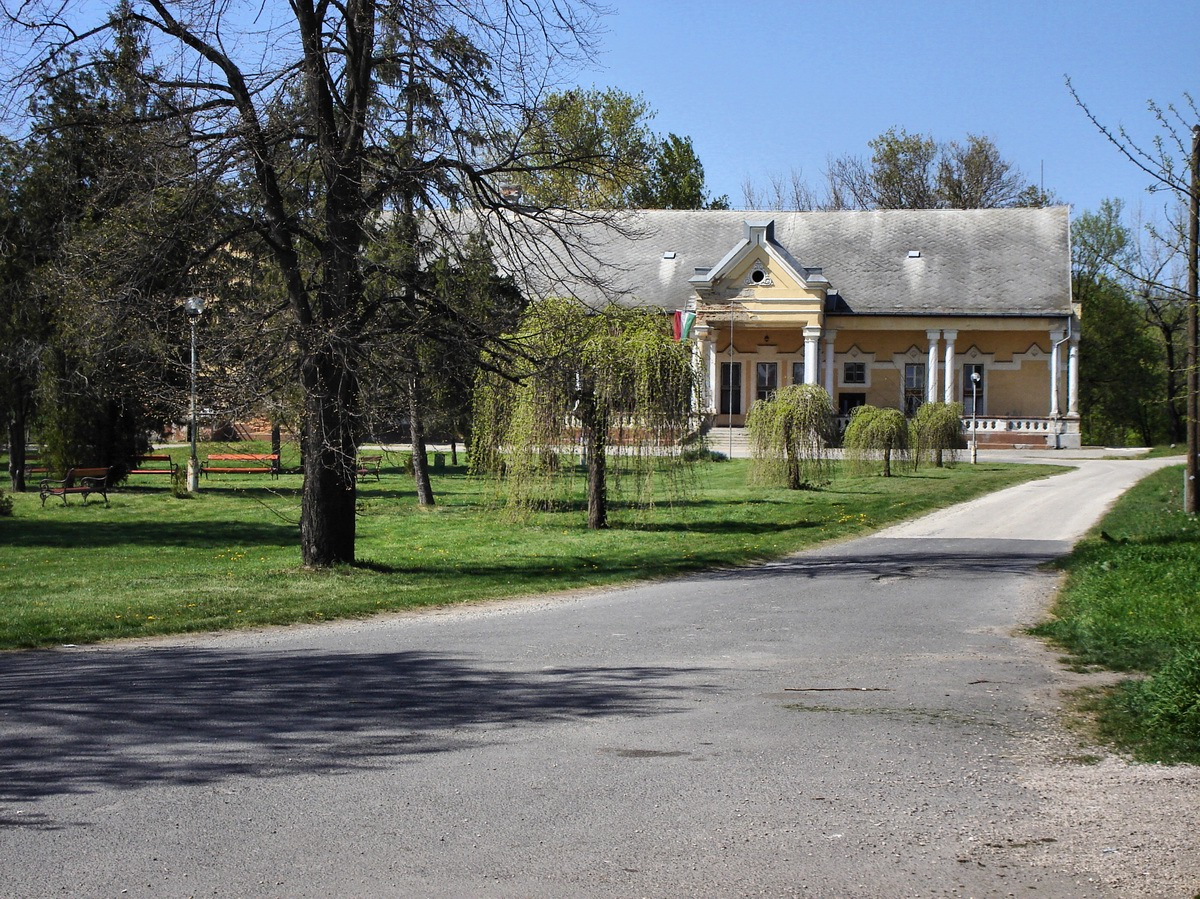
A kastély 2007-ben

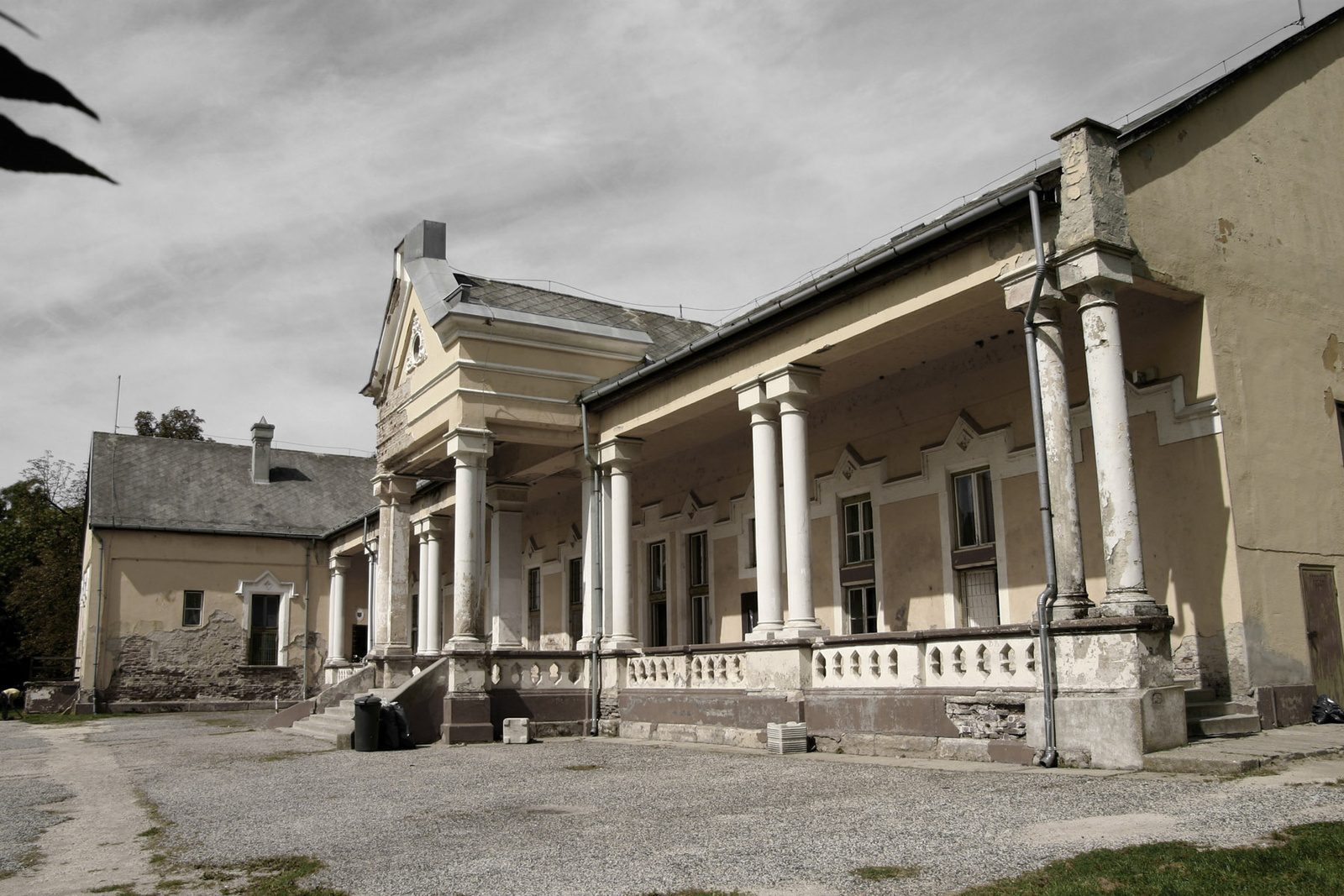
Omladozó homlokzatok, 2011

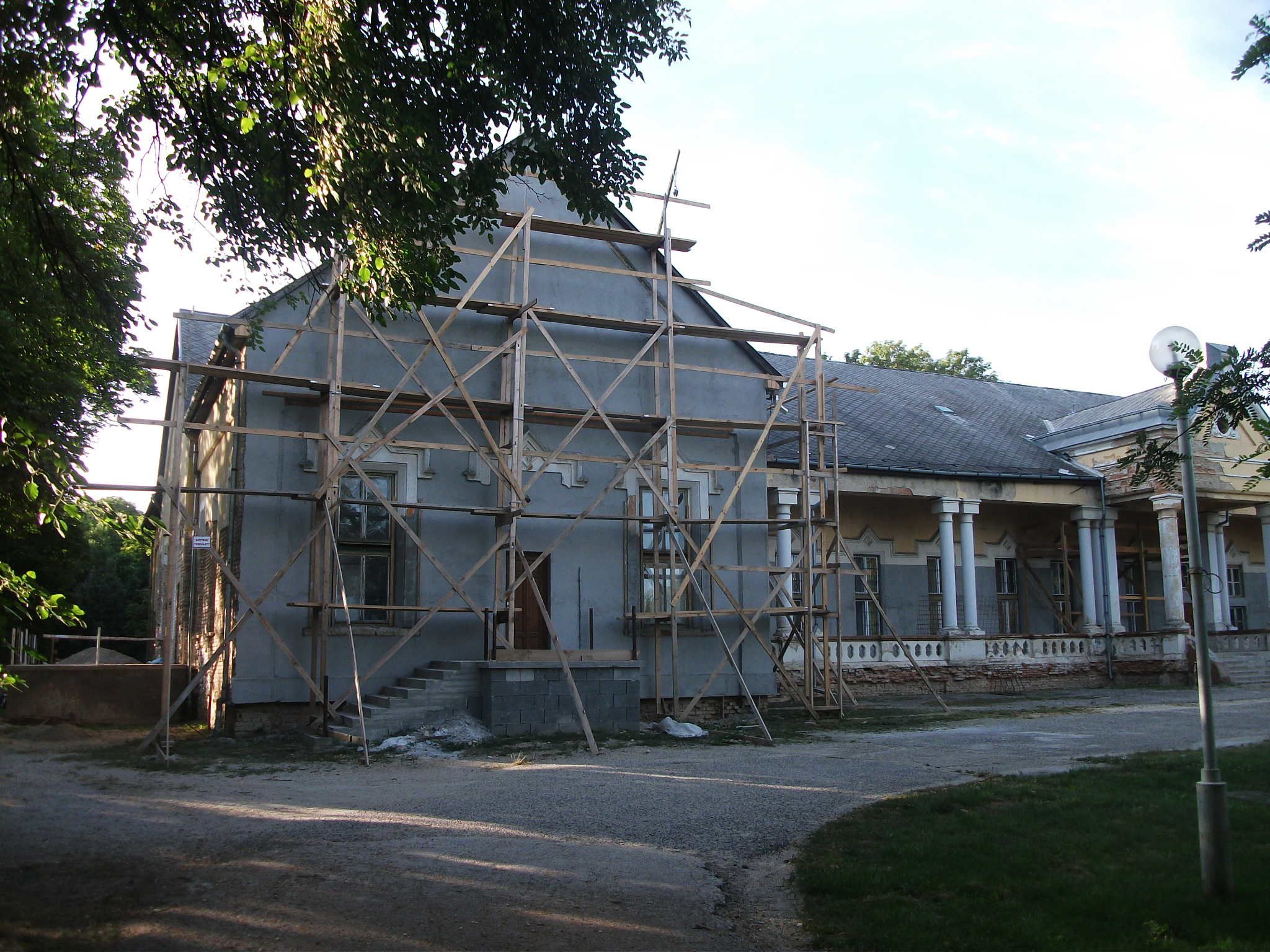
Állagmegóvási munkák, 2015

Ebben az időszakban kezdett romlani az épület állaga, mivel a rendszerváltás után megszűnt az állami gazdaság. A kastély a falu önállóvá válása (1997) után államiból önkormányzati kezelésbe került. Az 1990-es évektől a társasági élet is alábbhagyott, a klubmozi és a színjátszókör megszűnt, a - még az 1980-as években is elismert - vadaskertet privatizálták, aminek köszönhetően teljesen leépült a település fejlett vadászkultúrája.
Az 1998-ban megalakuló önkormányzat a kezelésébe kerülő kastélyt tette meg polgármesteri hivatalnak. A kultúrház a könyvtárral és az iskolai számítástechnika-teremmel 2003-ban az abban az évben átadott általános iskola és művelődési ház épületébe került át az egyre rosszabb állapotú kastélyból, az orvosi rendelő pedig 2008 januárjában költözött ki egy, a falu központjában található felújított, átépített, modern épületbe. Ez év  júliusának közepén az erős szél miatt megrongálódott a kastély tetőszerkezete, amit évekig nem sikerült rendbe hozni. Emiatt az épület egyes helyiségei beáztak, a falakat penész lepte be.
Az orvosi rendelő helyén nem sokkal később gyógyszertárat létesítettek, amit a gárdonyi Balzsam Patika működtetett fiókgyógyszertárként. A beruházást az önkormányzat önerőből valósította meg. Két évvel később azonban a cég csődje miatt a fiókpatika bezárt, az önkormányzat pedig nem tudott megegyezni egyetlen vállalattal sem, amely gyógyszertárat működtetett volna a faluban. De ez már nem is lenne lehetséges, hiszen a 2014-ben megkezdett állagmegóvási munkálatok során a helyiséget szinte teljesen szétverték. A délnyugati szárny egy helyiségében egy ideig edzőterem is működött.
A munkálatokat, melyek csak a sürgősen elvégzendő javításokat érintették (pl. csapadékvíz-elvezetés megoldása, falak víztelenítése, vakolatcsere, bent életveszély elhárítása, meszelés, parkettajavítás) a pályázati pénzekből fedezte a település. A Műemléki Közfoglalkoztatási Program, melybe a Belügyminisztérium választotta be a Zichy-kastélyt 2013 őszén kezdődött. A Műemléki Közfoglalkoztatási Program által az önkormányzat 20 156 418 forintot költött építőanyagra, 9 044 849 forintot közfoglalkoztatási bérre, 2 463 800 forintot szakvélemények beszerzésére és 703 720 forintot munka- és védőeszközökre. A „Műemlékek gondozása” startmunka mintaprogram keretében 10 fő álláskeresőt (6 segédmunkást, 3 kőművest, 1 ácsot) foglalkoztatott az önkormányzat 2013. október 1-jétől 2014. augusztus 30-ig, a téli időjárás miatt ütemezve.
A Zichy-kastély teljes felújítása százmilliós költségekben kerülne. A Műemléki Közfoglalkoztatási Program végeztével a Zichy-kastélynak nem sikerült a Nemzeti Kastélyprogramba bekerülnie.
A 2010-es években a zichyújfalui önkormányzat pályázott a Zichy-kastély fűtésének megújítására, azonban a pályázat sikertelen volt. A Nemzeti Kulturális Alapnál az önkormányzat a jövőben pályázni akar a Zichy-kastély színezésére.
A kastély rossz állapotának előrehaladottságát jól mutatja, hogy a színháztermet életveszély miatt a munkálatok megkezdése előtt nem sokkal le kellett zárni. A munkálatokat 2016-ban félbehagyták, a lecsupaszított hátulsó homlokzat állapota azóta folyamatosan romlik, a vízelvezetés sincs megoldva.
Az egykor a kastély mögött álló úri lovarda az államosítástól kb. 2000-ig asztalosműhelyként működött. Akkor elhagyatottá vált, az önkormányzat pedig 2015-ben végleg elbontatta a rossz állapotú épületegyüttest, mely a híres zichyújfalui uradalmi lókultúra utolsó megmaradt emléke volt. Füzesiné Kolonics Ilona polgármester azzal magyarázta az épület elbontását, hogy a tartószerkezete megroppant, ezáltal életveszélyessé vált, s mivel a környéken számos gyermek játszik, ezáltal semlegesíteniük kellett az épületet.
A kastélyban jelenleg a polgármesteri hivatal mellett a Zichyújfalui Mazsorettcsoport tükörterme és a helyi nyugdíjasklub közösségi helyisége található. Előbbi a könyvtár, utóbbi az ebédlő helyén. A kastély mögötti egykori park elhanyagolt, ráadásul illegális hulladéklerakónak használják, ahogy a kastély omladozó hátsó homlokzatának tövében is folyamatosan gyűlik a szemét. A kastélyhoz tartozó egykori cselédházak egytől egyig rossz állapotúak, ahogy a több mint 200 éves iskolaépület is, amely olyan lepusztult, hogy ha néhány éven belül nem újítják föl, menthetetlen állapotba kerül.
Nem csak a kastélypark, hanem a kastély közvetlen környezete is elhanyagolt, szemetes és hulladéklerakónak használják. Füzesiné Kolonics Ilona polgármester állítsa szerint „igyekeznek rendben tartani a területet”.
2018-ban az egykori birtokos Zichy család egyik leszármazottja meg akarta vásárolni az épületet és a hozzá tartozó területet, azonban Füzesiné Kolonics Ilona polgármester állítása szerint nem volt érdemi ajánlata, amit a képviselő-testület megtárgyalhatott volna, továbbá szerinte az önkormányzat a saját vagyonával a saját belátása szerint akar a törvényi keretek között cselekedni. Ezen kívül fejlesztési terveik vannak a területtel kapcsolatban, azonban ezekből a tervekből (melyekről 2014-ben beszéltek első ízben a Fejér Megyei Hírlapnak) a mai napig[mikor?] nem látszik semmi.

## Galéria

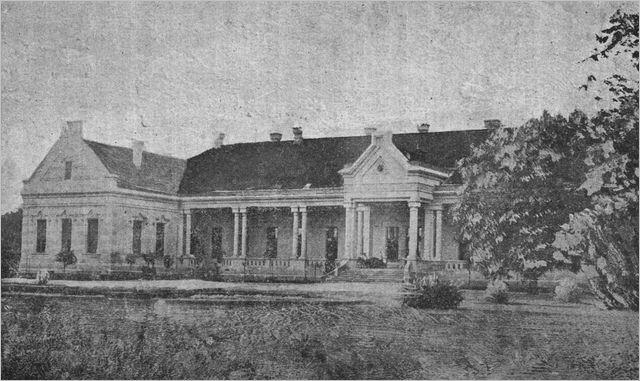
Az épület egy 1904-es felvételen...
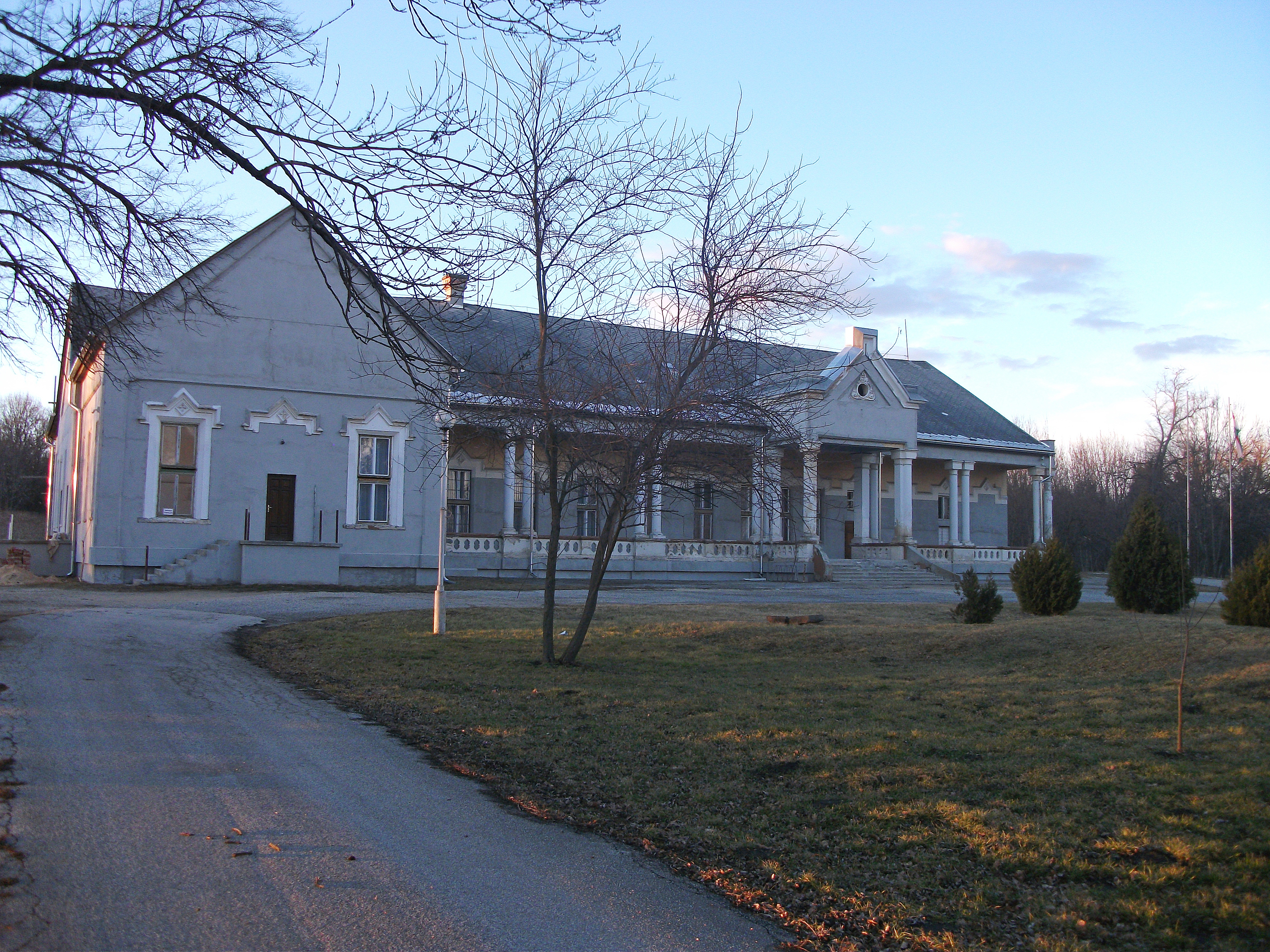
...és 2017-ben
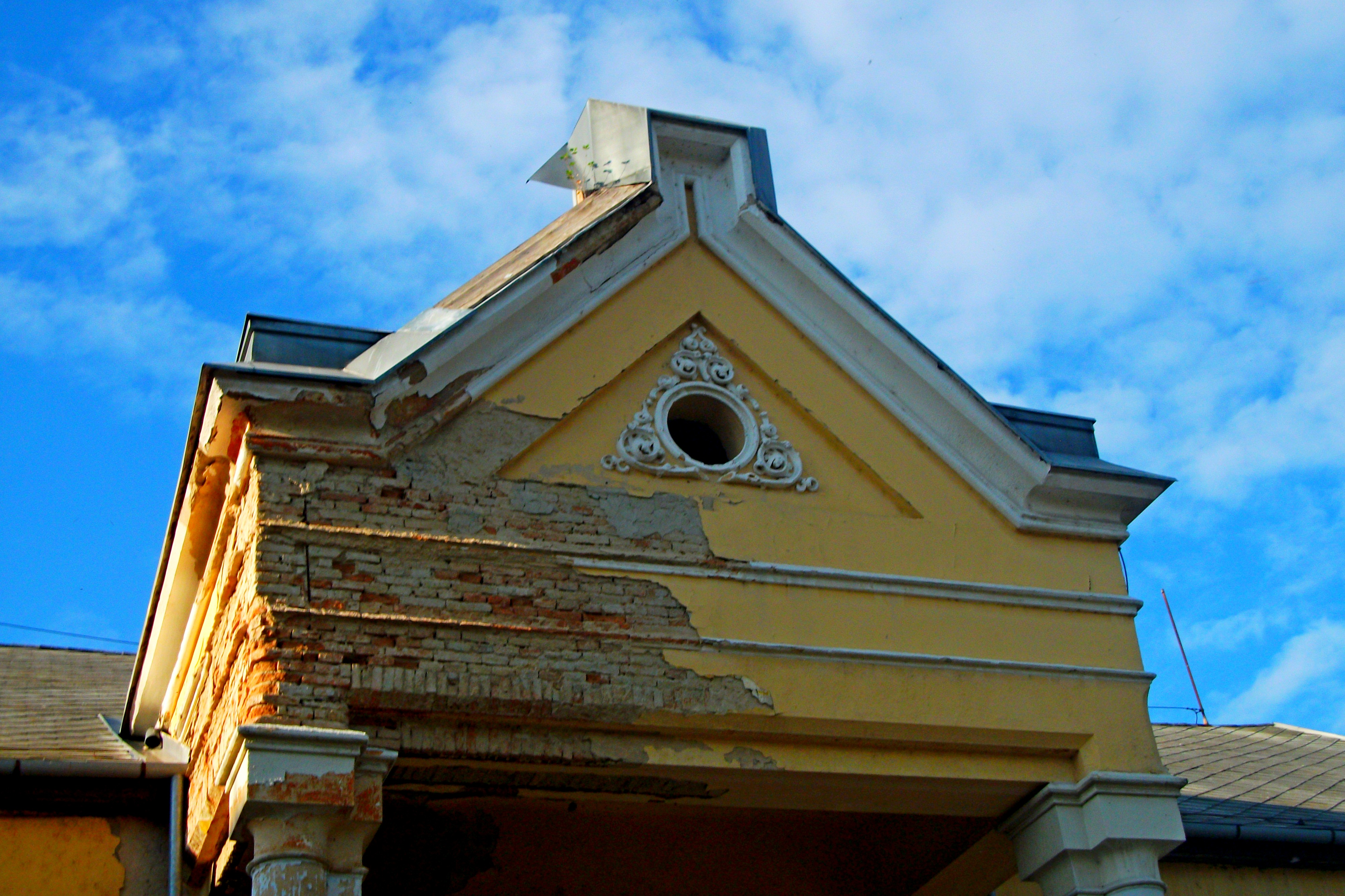
Omladozó főhomlokzat, 2012
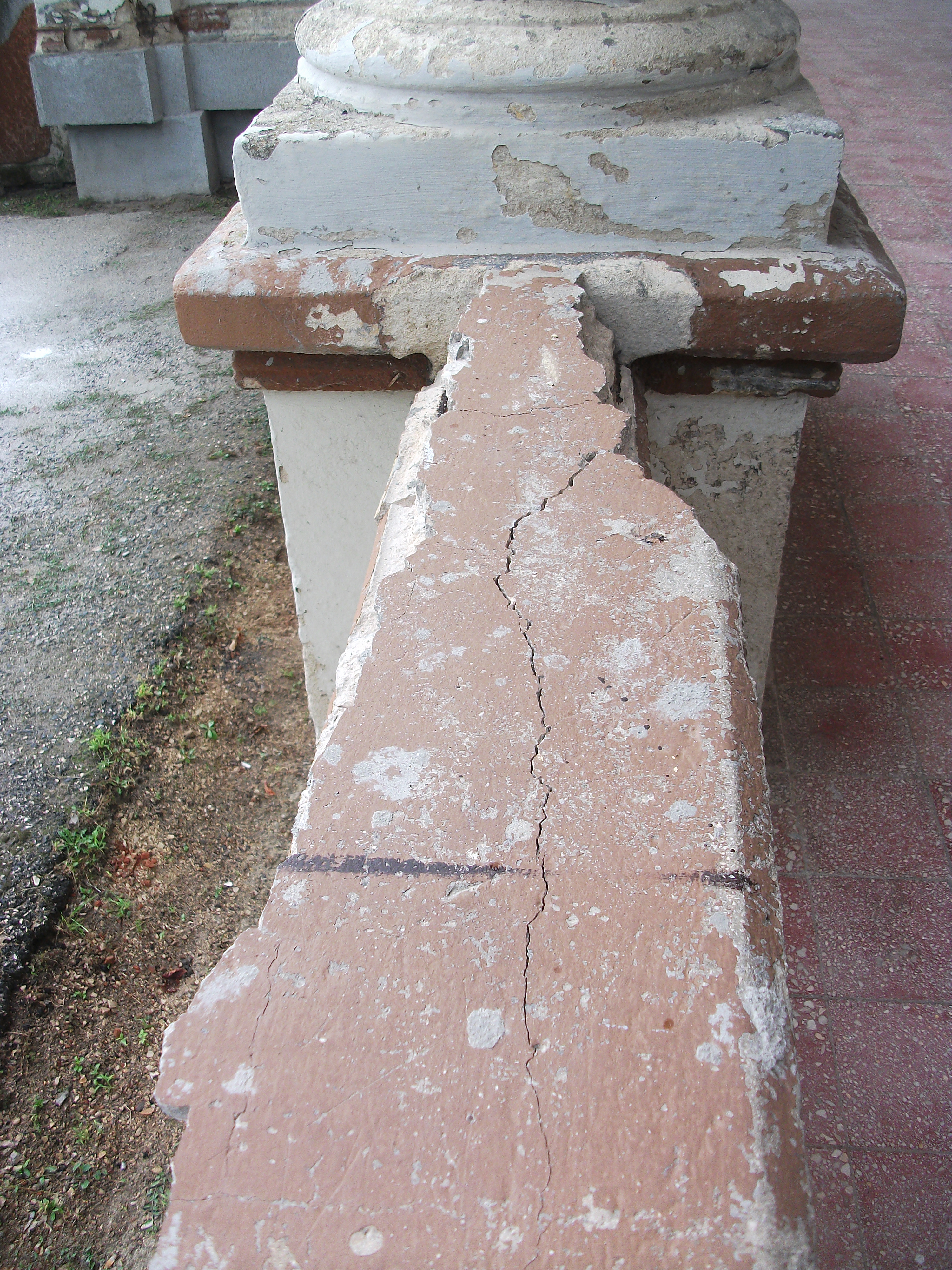
Porló kőkorlát, 2016
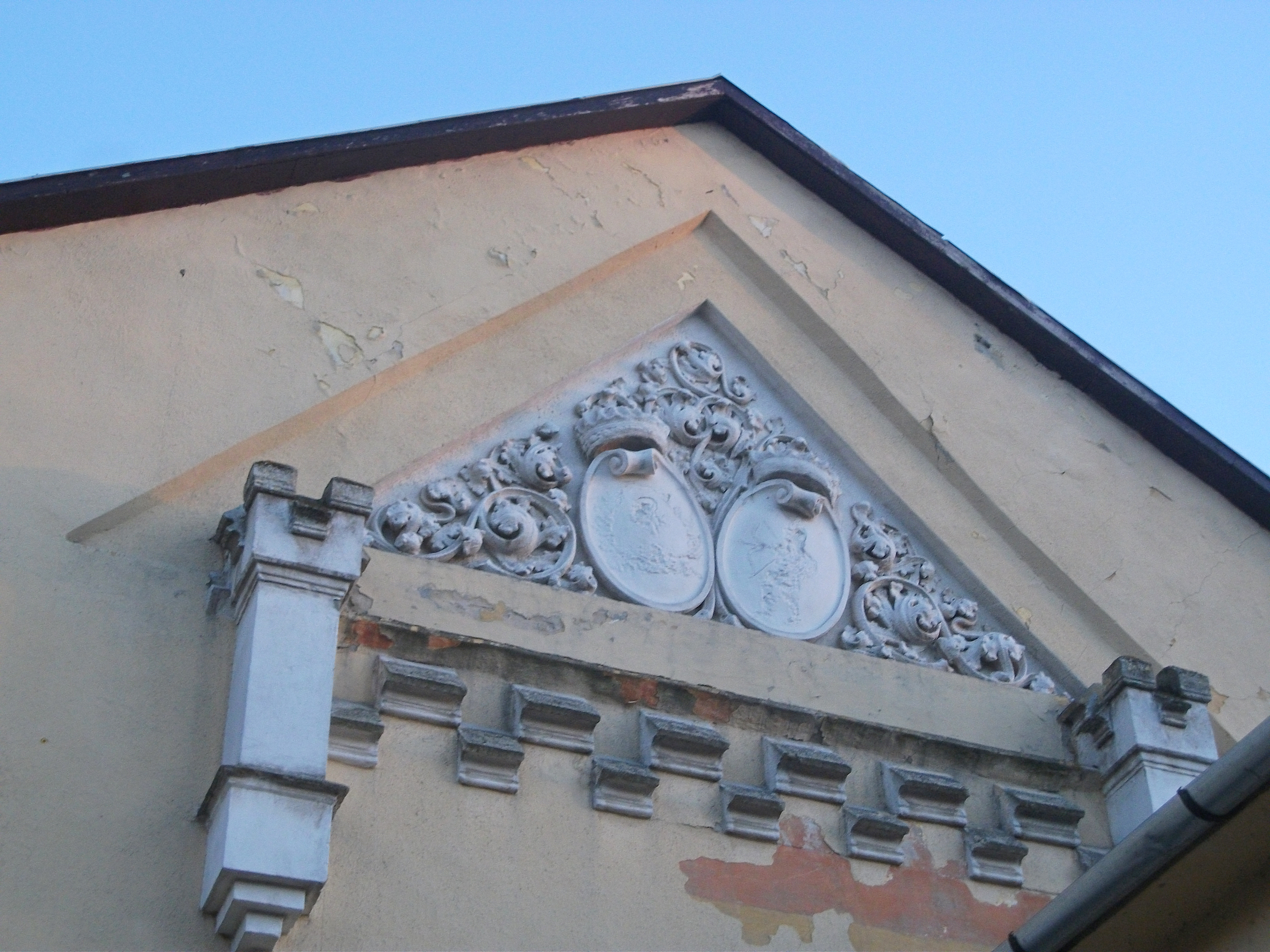
Címerek a hátulsó homlokzaton
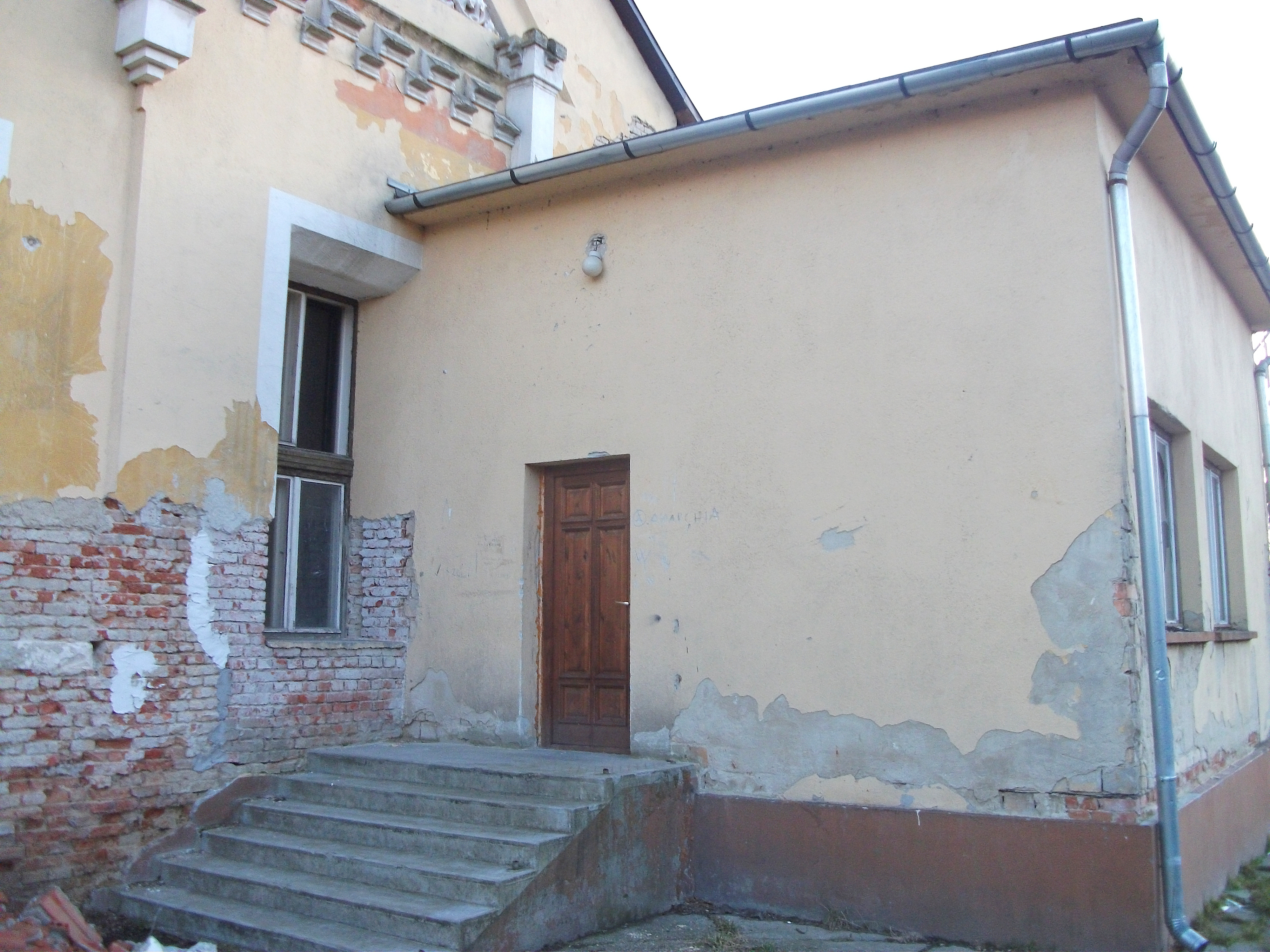
A hátulsó homlokzathoz épített kazánház
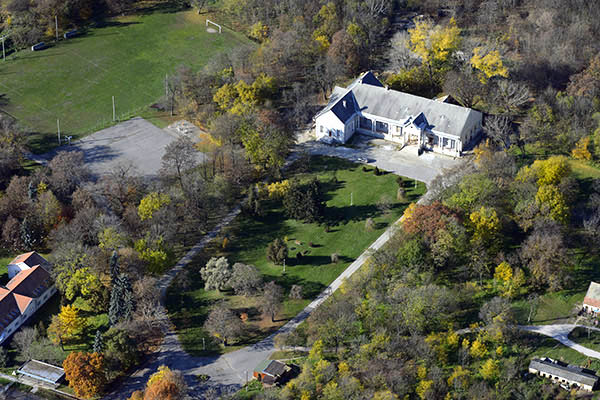
A kastély közvetlen környezete légi felvételen
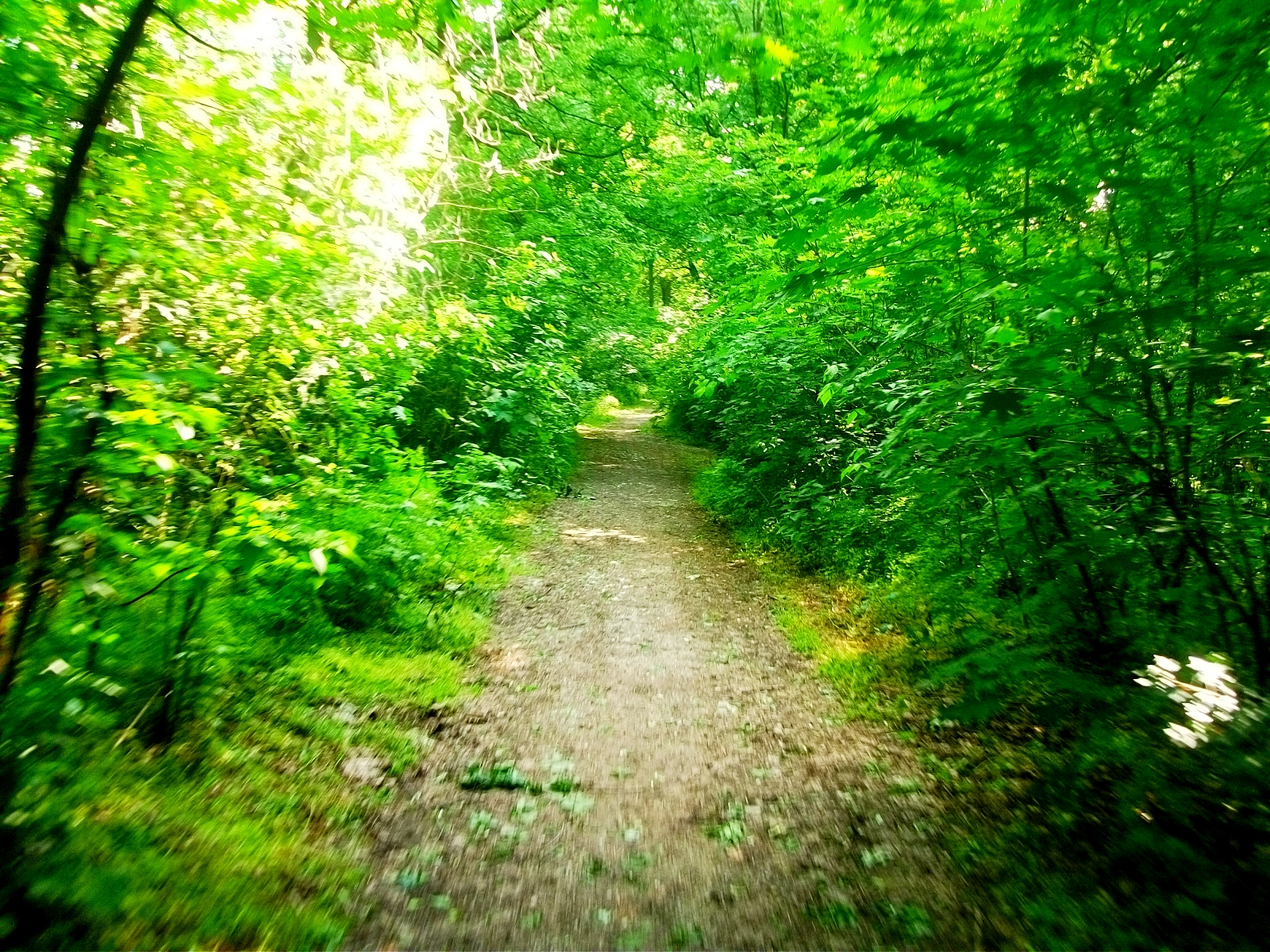
Az egykori parkerdő
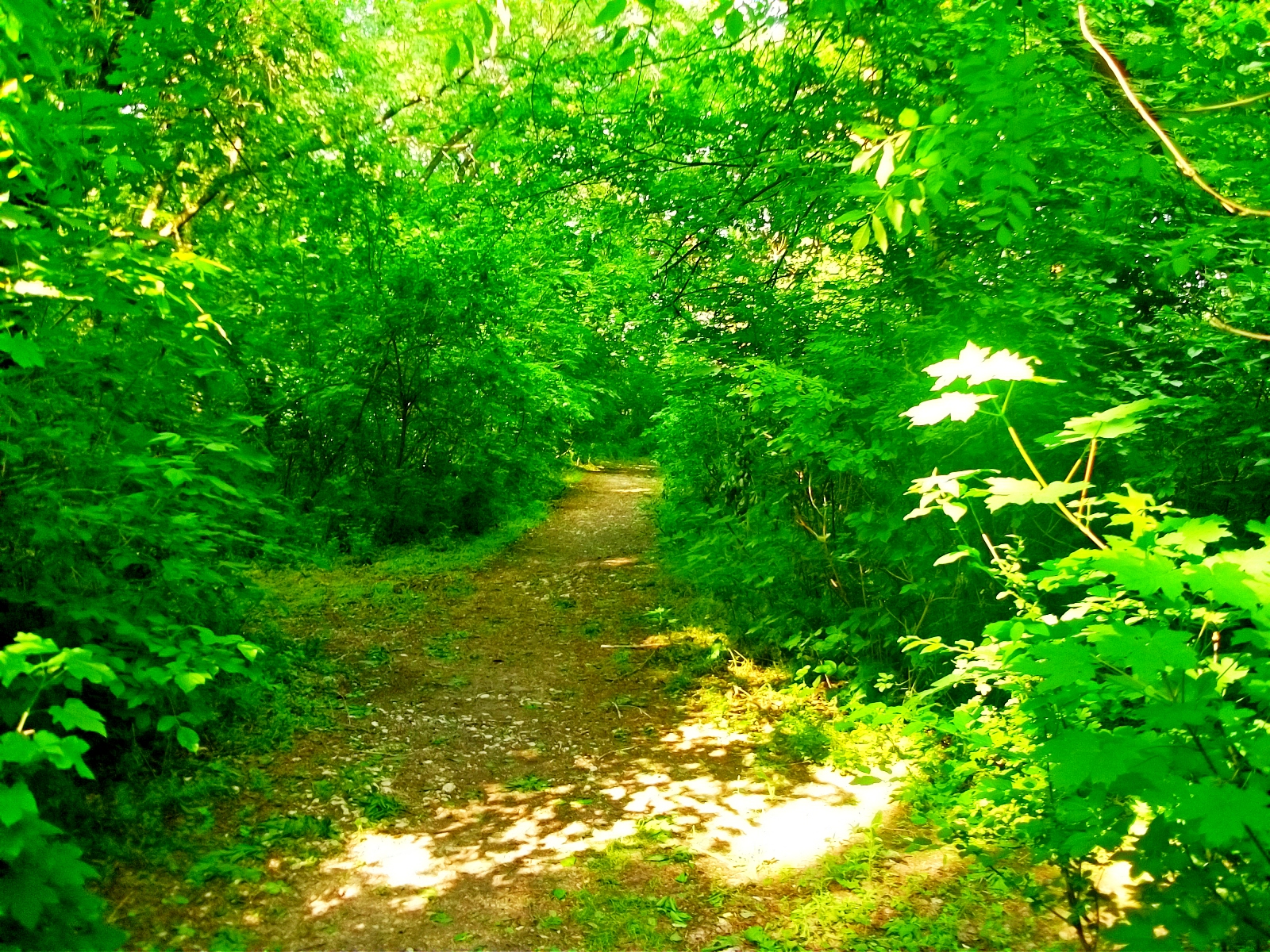
Az egykori parkerdő
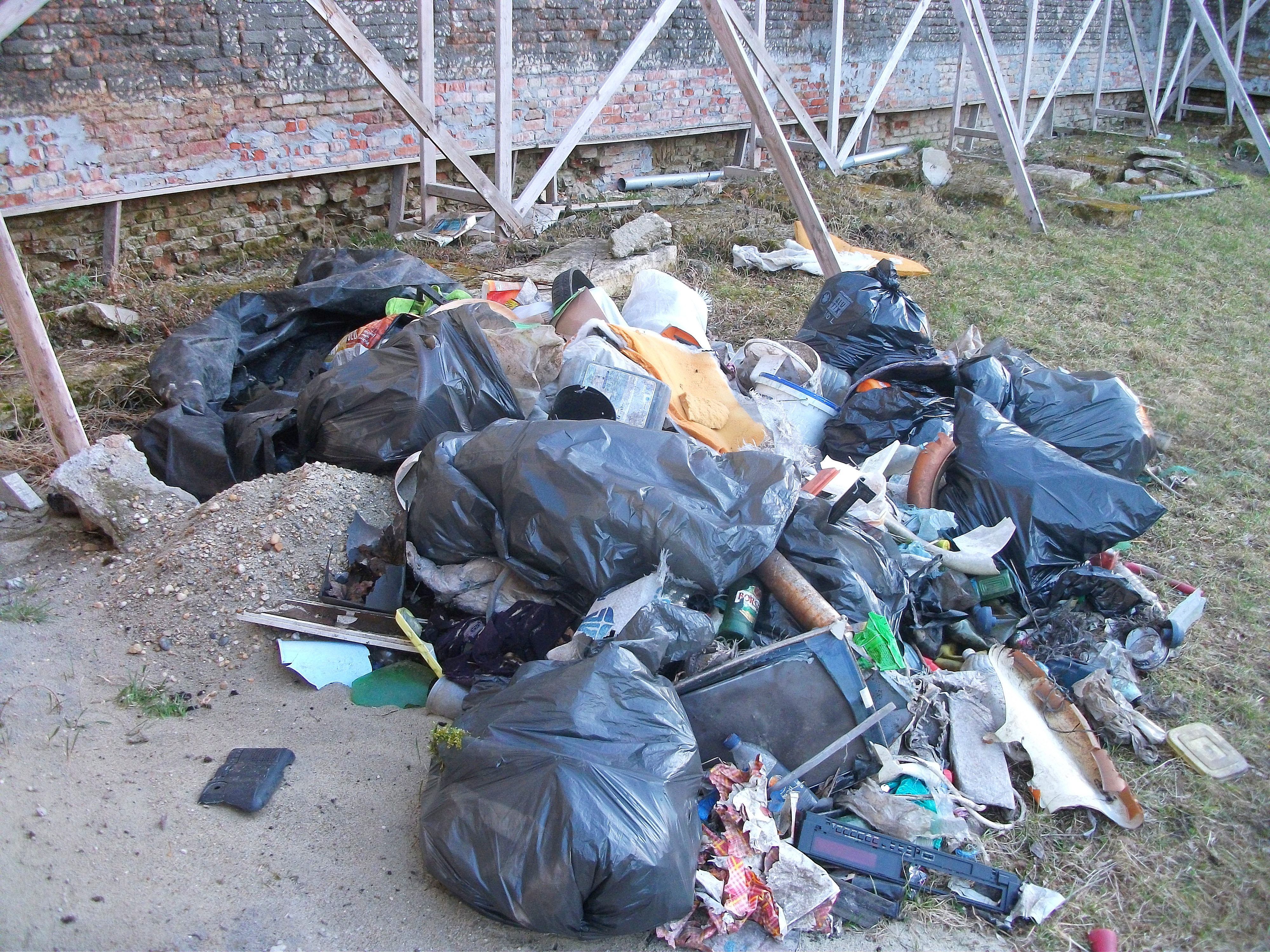
Illegális hulladéklerakat a kastély mögött...
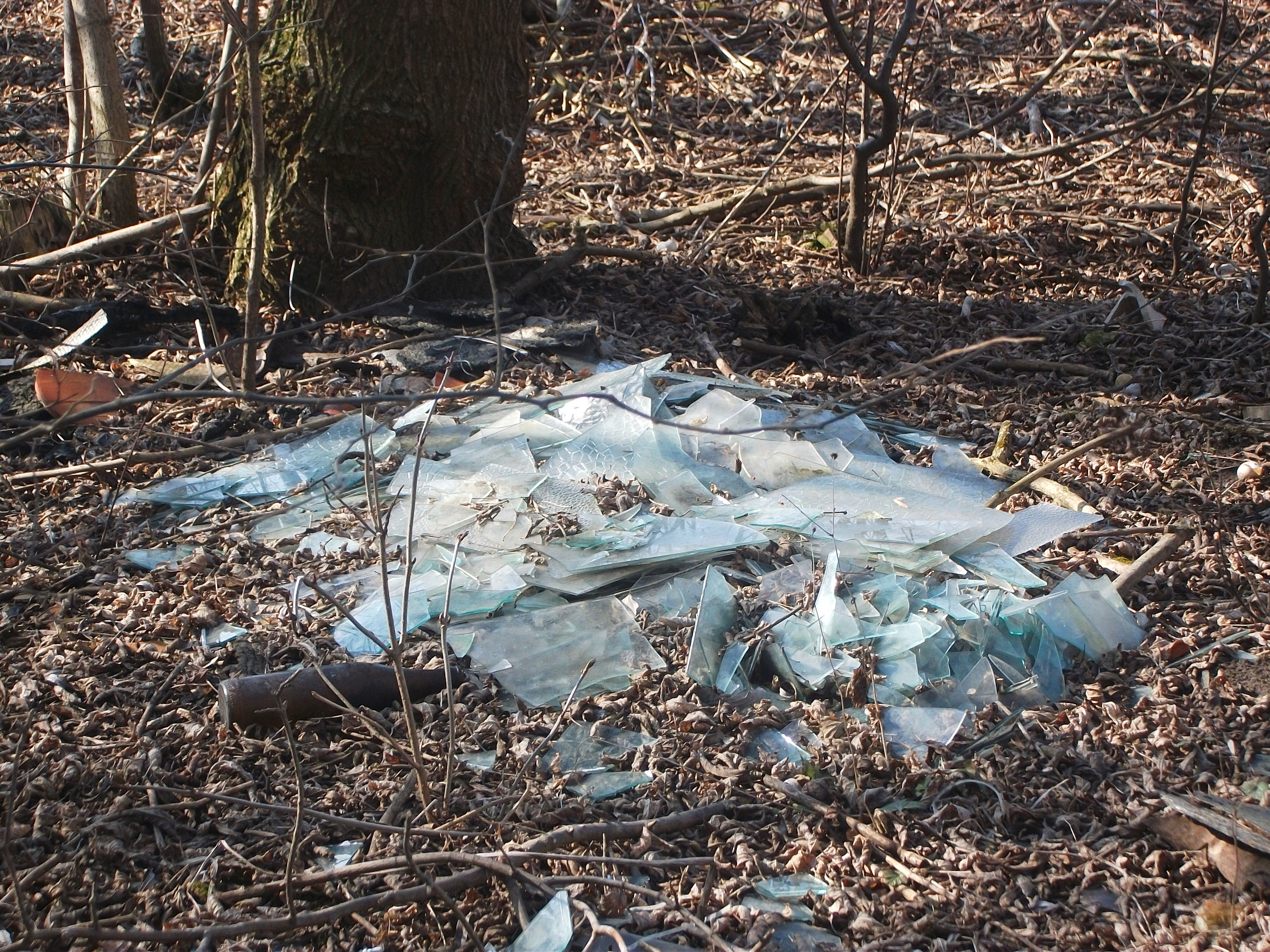
...és a parkerdőben (2017)
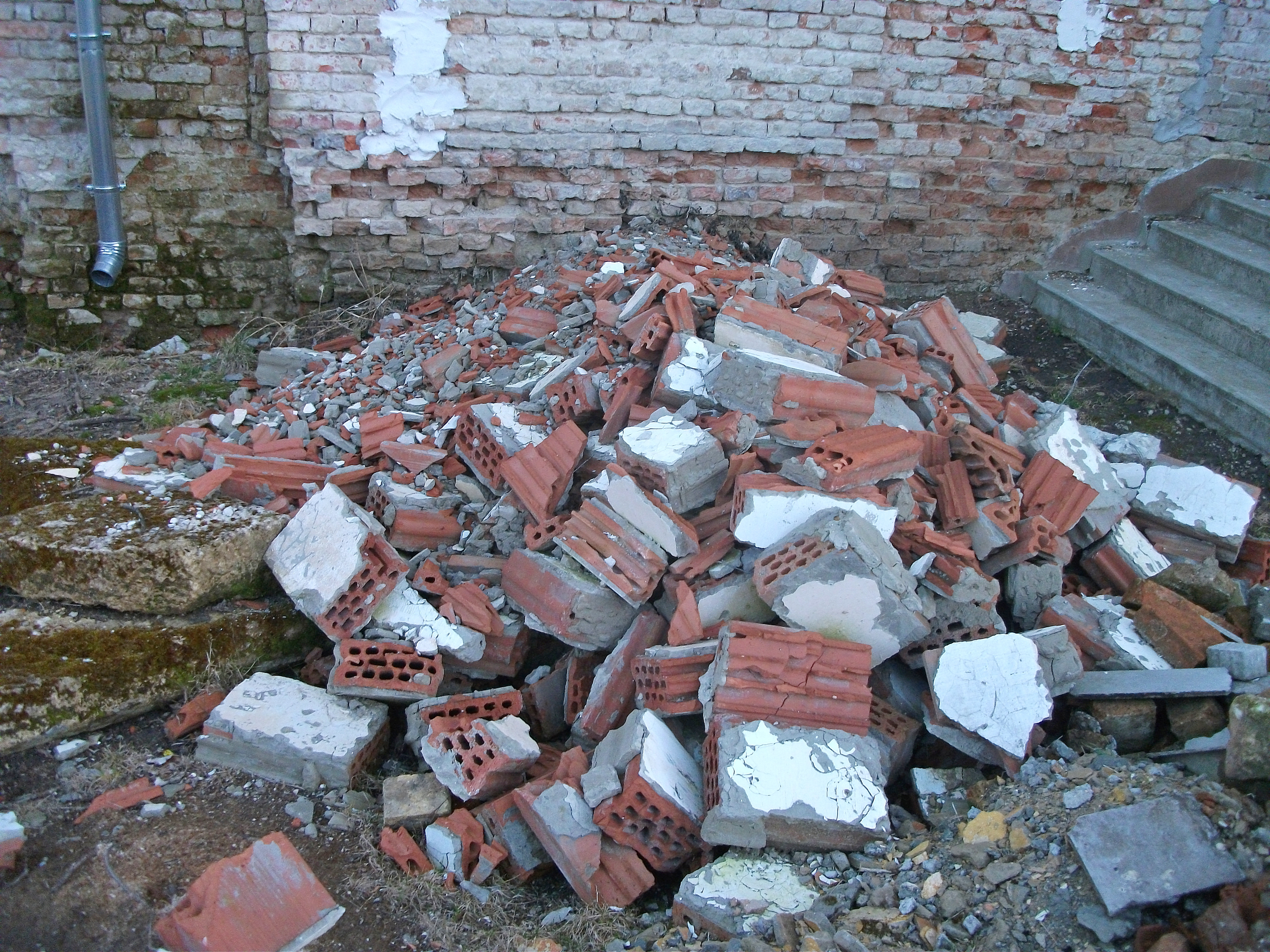
Építési hulladék a kastély mögött (2017)
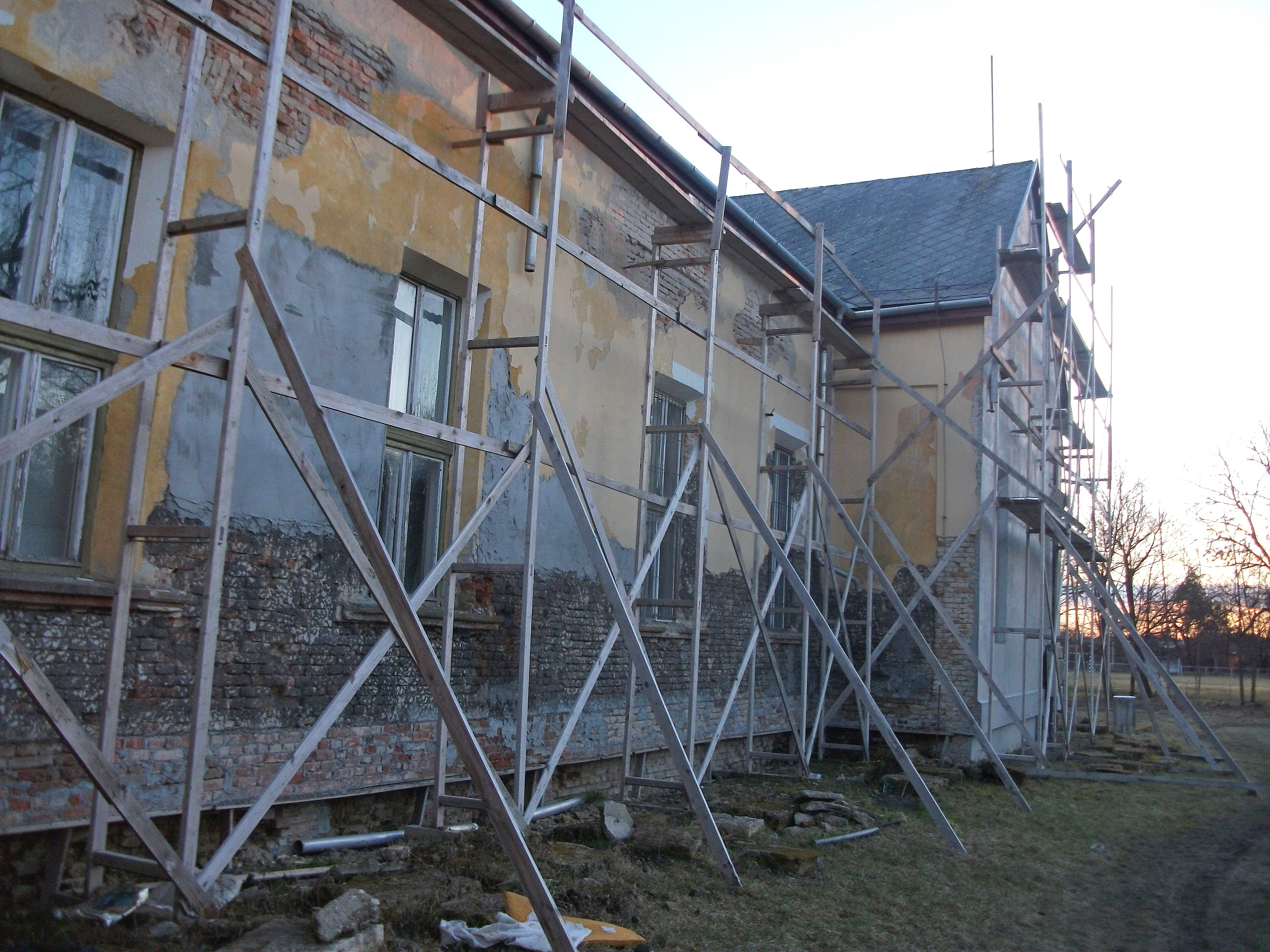
A 2014-ben megkezdett állagmegóvási munkákat 2016-ban félbehagyták
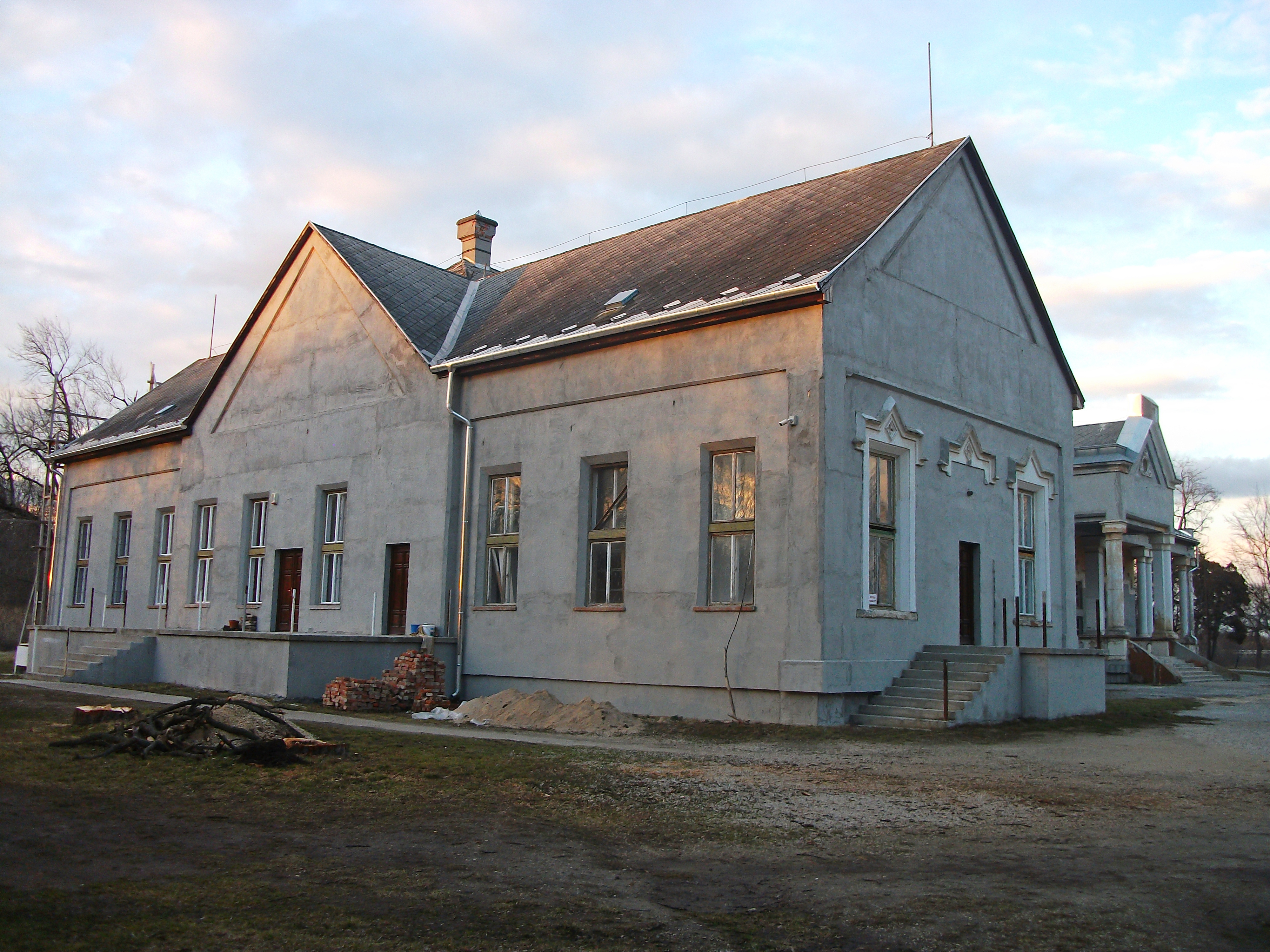
A részben helyreállított délnyugati szárny, 2017